# Clann na Poblachta
Pour les articles homonymes, voir Cnap.
Le Clann na Poblachta (kˠɫan̪ˠ n̪ˠə pʷɔbʷɫəxt̪ˠə, français : Famille de la République, Parti de la République, CnaP) est un parti politique nationaliste et républicain irlandais fondé en juillet 1946 par Seán MacBride. Après une certaine victoire électorale en 1948 qui le fait entrer dans le gouvernement de coalition de John A. Costello, le parti se délite lors des élections de 1951 puis disparaît en 1965.

## Résultats
| Élection | Sièges   | ±      | Position | Voix    | %     | Gouvernement                  | Leader        |
| -------- | -------- | ------ | -------- | ------- | ----- | ----------------------------- | ------------- |
| 1948     | 10 / 147 | 10     | 4e       | 174 823 | 13,2% | Coalition (FG-LP-CnP-CnT-NLP) | Seán MacBride |
| 1951     | 2 / 147  | 8      | 5e       | 54 210  | 4,1%  | Opposition                    | Seán MacBride |
| 1954     | 3 / 147  | 1      | 5e       | 41 249  | 3,1%  | Opposition                    | Seán MacBride |
| 1957     | 1 / 147  | 2      | 6e       | 20 632  | 1,7%  | Opposition                    | Seán MacBride |
| 1961     | 1 / 144  | Stable | 5e       | 13 170  | 1,1%  | Opposition                    | Seán MacBride |
| 1965     | 1 / 144  | Stable | 4e       | 9 427   | 0,8%  | Opposition                    | Seán MacBride |